# マルクス・クレベリー
マルクス・クレベリー（Marcus Cleverly　1981年6月15日- ヒレレズ）は、デンマークのハンドボール選手で、現在KIFコールディング・コペンハーヴンとハンドボールデンマーク代表でプレーしている。